# Vicepresidente de la República Dominicana
El vicepresidente de la República Dominicana es el segundo cargo político más importante del Poder Ejecutivo en la República Dominicana, que integra la fórmula electoral acompañando al/a la ciudadano/a que resulta elegido presidente/a, cuya función principal es reemplazarlo/a en caso de ausencia, incapacidad, muerte o renuncia.
Desde la fundación de la república en 1844 hasta la década de 1860, no hubo un vicepresidente constitucional, sino un vicepresidente interino, los cuales fueron durante los gobiernos de Pedro Santana. La actual vicepresidente constitucional de la República Dominicana es Raquel Peña.

## Historia de la Vicepresidencia de la República Dominicana
Según la Constitución de la República Dominicana, el presidente de la República, será elegido junto con el vicepresidente en las elecciones generales y este a su vez, actuará como encargado interino del poder ejecutivo en ausencia del presidente.
Desde la fundación de la República en 1844, no se había elegido un vicepresidente como tal, ya que la misma fue gobernado por la Junta Central Gubernativa, la cual fue presidida por Pedro Santana. La historia sociopolítica del país, recoge como primer vicepresidente a Felipe Benicio Alfau Bustamante, el cual fue elegido por Pedro Santana como vicepresidente interino, ya que a Santana se le ofreció un viaje al extranjero, y el país no podía ser dejado sin autoridad, el mismo ejerció sus funciones como vicepresidente y presidente interino ante la ausencia de Santana.
La Constitución de la República, ha sido modificada muchas veces, y muchas de esas veces el cargo de vicepresidente ha sido anulado, pero en otras ocasiones ha sido reiterado. Durante los años de la primera, segunda y tercera república, se puede observar que dicho título fue anulado, pero cuando el presidente se ausentaba del país era designado un vicepresidente interino. En el caso de Ramón Cáceres, este fue elegido como vicepresidente constitucional junto a Carlos Felipe Morales Languasco, durante el período 1903-1905, pero cuando Cáceres llega a la Presidencia en 1905, el título de vicepresidente es nuevamente omitido.
Durante los 31 años de dictadura de Rafael Leónidas Trujillo, el cargo de vicepresidente también fue anulado muchas veces. En 1930 el título estuvo vigente, y fue elegido Rafael Estrella Ureña, pero años más tarde fue omitido, y durante el segundo mandato de Héctor Bienvenido Trujillo Molina, fue reiterado el puesto, y recayó sobre él Dr. Joaquín Balaguer. En 1963, también fue elegido un vicepresidente. Durante el primer Triunvirato no hubo un vicepresidente como tal, debido a que esto era un Gobierno Provisional asumido por un grupo de personas, pero durante el segundo Triunvirato se eligió a Donald Reid Cabral como presidente y este a su vez eligió también a su vicepresidente. Desde la Constitución de 1966, fecha en la cual se inicia la Cuarta República, el puesto de vicepresidente sigue vigente hasta el día de hoy.

## El Vicepresidente ante la Constitución
El Vicepresidente/a, junto al/ a la presidente/a de la República, deben cumplir los siguientes estatutos, según estos artículos de la Constitución del país:
Artículo 51
Habrá un/una Vicepresidente/a de la República, que será elegido en la misma forma y por igual período que el/la Presidente/a y conjuntamente con este. Para ser Vicepresidente/a de la República, se requieren las mismas condiciones que para el/la Presidente/a.
Artículo 52
El/La Presidente/a y el/la Vicepresidente/a de la República, electos en los comicios generales, prestarán juramento de sus cargos el 16 de agosto siguiente a su elección, fecha en que deberá terminar el período de los salientes. Cuando el/la Presidente de la República electo/a, no pudiere hacerlo por encontrarse fuera del país o por enfermedad o por cualquiera otra causa de fuerza mayor, ejercerá las funciones de Presidente/a interinamente, el/la Vicepresidente/a de la República electo, y a falta de este el Presidente/a de la Suprema Corte de Justicia.
Artículo 53
Si, el/la Presidente/a de la República electo, faltare definitivamente sin prestar juramento de su cargo, el/la Vicepresidente/a de la República electo/a, lo sustituirá y a falta de este se procederá en la forma indicada en el artículo 60.
Artículo 54
El/La Presidente/a y el/la Vicepresidente/a de la República, antes de entrar en funciones, prestarán ante la Asamblea Nacional o ante cualquier funcionario u oficial público, el siguiente juramento:
Juro ante Dios y ante el pueblo, por la Patria y por mi honor, cumplir y hacer cumplir la Constitución y las leyes de la República, proteger y defender su independencia, respetar los derechos y las libertades de los ciudadanos y ciudadanas, y cumplir fielmente los deberes de mi cargo.
Artículo 55
El/La Presidente/a de la República, es el/la Jefe/a de la Administración Pública y el Jefe/a Supremo de todas las Fuerzas Armadas de la República y de los cuerpos policiales.
Artículo 57
El/La Presidente/a y el/la Vicepresidente/a de la República, no podrán renunciar, sino ante la Asamblea Nacional.
Artículo 58
En caso de falta temporal del/de la Presidente/a de la República, después de haber prestado juramento, ejercerá el Poder Ejecutivo, mientras dure esa falta, el/la Vicepresidente/a de la República, y a falta de este, el/la Presidente/a de la Suprema Corte de Justicia.
Artículo 59
En caso de falta definitiva del/de la Presidente/a de la República, después de haber prestado juramento, desempeñará la Presidencia de la República por el tiempo que falte para la terminación del período, el/la Vicepresidente/a de la República.
Artículo 60
En caso, de que el/la Vicepresidente/a de la República, faltare definitivamente, asumirá el Poder Ejecutivo interinamente el/la Presidente/a de la Suprema Corte de Justicia, quien, dentro de los quince días que sigan a la fecha de haber asumido estas funciones, convocará a la Asamblea Nacional para que se reúna dentro de los quince días siguientes y elija el sustituto definitivo en una sesión que no podrá clausurarse ni declararse en receso, hasta haber realizado la elección. En el caso de que por cualquier circunstancia no pudiere hacerse tal convocatoria, la Asamblea Nacional se reunirá de pleno derecho, inmediatamente, para llevar a cabo la elección en la forma arriba prevista.

## Juramento
Juro ante Dios y ante el pueblo, por la Patria y por mi honor, cumplir y hacer cumplir la Constitución y las leyes de la República, proteger y defender su independencia, respetar los derechos y las libertades de los ciudadanos y ciudadanas, y cumplir fielmente, los deberes de mi cargo.

## Listado de los Vicepresidentes de la República Dominicana

### Primera República (1844–1861)
Durante los primeros años de la República no hubo vicepresidentes, ya que al principio el país estuvo representado por la Junta Central Gubernativa, pero no es hasta 1854 cuando es elegido el primer vicepresidente, aunque no constitucional, sino interino.
- Felipe Benicio Alfau Bustamante (1854)
- Manuel de Regla Mota (1854)
- Antonio Abad Alfau Bustamante (1856)
- Buenaventura Báez (1856)
- Domingo Daniel Pichardo Pró (1857)
- Benigno Filomeno De Rojas (1859)

### Anexión a España (gobernadores, 1861–1865)
- Pedro Santana (1861–1862)
- Felipe Ribero y Lemoyne (1862–1863)
- Carlos de Vargas y Cerveto (1863–1864)
- José de la Gándara (1864–1865)

### Jefes de Estado de la República (1863–1865)
- Ramón Matías Mella (1863–1864)
- Ulises Francisco Espaillat  (1864–1865)
- Gregorio Luperón (1865)

### Segunda República (1865–1916)
- Francisco Antonio Gómez y Báez (1868)
- Manuel Altagracia Cáceres y Fernández (1871)
- Juan Isidro Ortea y Kennedy (1878)
- Francisco Gregorio Billini (1878)
- Casimiro Nemesio de Moya (1882)
- Alejandro Woss y Gil (1884)
- Segundo Francisco Imbert Delmonte (1887)
- Manuel María Gautier (1889)
- Wenceslao Figuereo (1893)
- Horacio Vásquez (1899–1902)
- Eugenio Deschamps Peña (1903)
- Ramón Cáceres (1903–1905)
- Intervención Militar Estadounidense en la República Dominicana (1916–1924)

### Tercera República (1924–1965)
- Federico Velásquez (1924–1928)
- José Dolores Alfonseca (1928–1930)
- Rafael Estrella Ureña (1930–1932)
- Jacinto Peynado y Peynado (1934–1938)
- Manuel Troncoso de la Concha (1938–1940)
- Joaquín Balaguer (1957–1960)
- Rafael Filiberto Bonelly (1962)
- Eduardo Read Barrera (1962)
- Nicolás Pichardo (1962)
- Armando González Tamayo (1963)
- Manuel Joaquín Castillo Castillo (1965)

### Cuarta República (1966–2024)
- Francisco Augusto Lora (1966–1970)
- Carlos Rafael Goico Morales (1970–1978)
- Jacobo Majluta (1978–1982)
- Manuel Fernández Mármol (1982–1983)
- Carlos Morales Troncoso (1986–1994)
- Jacinto Peynado Garrigosa (1994–1996)
- Jaime David Fernández Mirabal (1996–2000)
- Milagros Ortiz Bosch (2000–2004)
- Rafael Alburquerque (2004–2012)
- Margarita Cedeño (2012–2020)
- Raquel Peña (2020–En el cargo)

## Ex-Vicepresidentes vivos
- Jaime David Fernández Mirabal (1996–2000)
- Milagros Ortiz Bosch (2000–2004)
- Rafael Alburquerque (2004–2012)
- Margarita Cedeño de Fernández (2012–2020)